# Библиография Мигеля де Сервантеса
Творческое наследие испанского писателя Мигеля де Сервантеса (1547—1616) включает, помимо всемирно известного романа «Дон Кихот», стихи, поэмы, пьесы (большая часть ранних пьес не сохранилась, большая часть поздних объединена в сборник «Восемь комедий и восемь интермедий»), а также сборник «Назидательные новеллы» и романы «Галатея» и «Странствия Персилеса и Сихизмунды». Существует ряд литературных текстов, принадлежность которых Сервантесу только предполагается.

## Стихи
С 1569 года Сервантес публиковал сонеты.
- 1577 — Послание к Матео Васкесу (найдено и опубликовано в XIX веке)
- 1596 — На взятие Кадиса («A la entrada del duque Medina en Cádiz»)
- 1598 — На гробницу Филипа II («Al túmulo del rey Felipe II en Sevilla»)[1].

## Драматургия
После возвращения в Испанию из алжирского плена Сервантес, по его словам, написал «20 или 30» пьес, которые ставились в театре. Тексты большинства этих произведений утрачены. Сохранились историческая драма «Нумансия» и основанная на личном опыте автора пьеса «Алжирские нравы».
В 1615 году Сервантес издал сборник «Восемь комедий и восемь интермедий, новых, ни разу не представленных на сцене». Включённые в него пьесы действительно прежде не ставились на театральных подмостках. Это были:
Комедии
- Удалой испанец
- Обитель ревности
- Алжирская каторга
- Благочестивый плут
- Великая султанша донья Каталина де Овьедо
- Лабиринт любви
- Путаница
- Педро де Урдемалас

Интермедии
- Судья по бракоразводным делам
- Вдовый мошенник, именуемый Трампагос
- Избрание алькальдов в Дагансо
- Бдительный страж
- Бискаец-самозванец
- Театр чудес
- Саламанкская пещера
- Ревнивый старик

В 1617 году, после смерти Сервантеса, в составе сборника произведений Лопе де Вега были опубликованы без указания имени автора интермедии «Два болтуна», «Убежище для полоумных» и «Севильский острог», которые предположительно написаны Сервантесом. Этому автору приписывают пьесы «Соглядатаи», «Романсы», «Дурандарте и Белерма», «Мелисендра».

## Проза
Романы
- Галатея (La Galatea, 1585)
- Дон Кихот
- Странствия Персилеса и Сихизмунды (1617)

Новеллы
- Назидательные новеллы (1613):
  - Цыганочка
  - Великодушный поклонник
  - Ринконете и Кортадильо
  - Английская испанка
  - Лиценциат Видриера
  - Сила крови
  - Ревнивый эстремадурец
  - Высокородная судомойка
  - Две девицы
  - Сеньора Корнелия
  - Обманная свадьба
  - Новелла о беседе собак

- Подставная тётка